# ليون (نيكاراغوا)
ليون، نيكاراغوا هي مدينة، تتبع إدارة ليون، بلغ عدد سكانها 184٬041 نسمة، في 2005، تبلغ مساحتها 591٬070٬000 متر مربع، رمزها البريدي هو 21000.

## مدن توأم
المدن التوأم:
- هامبورغ
- سالزبورغ
- تامبيري
- ليون.

## أعلام
- ويلتون لوبيز
- توماس مارتينيز
- نازاريو ايسكوتو
- خوان باوتيستا ساكاسا
- خوسيه ألفارو
- ألفونسو كورتيس
- غريغوريو خواريز
- فرانسيسكو كاستيلون
- أناستاسيو سوموزا
- روبين دارييو